# 下維爾

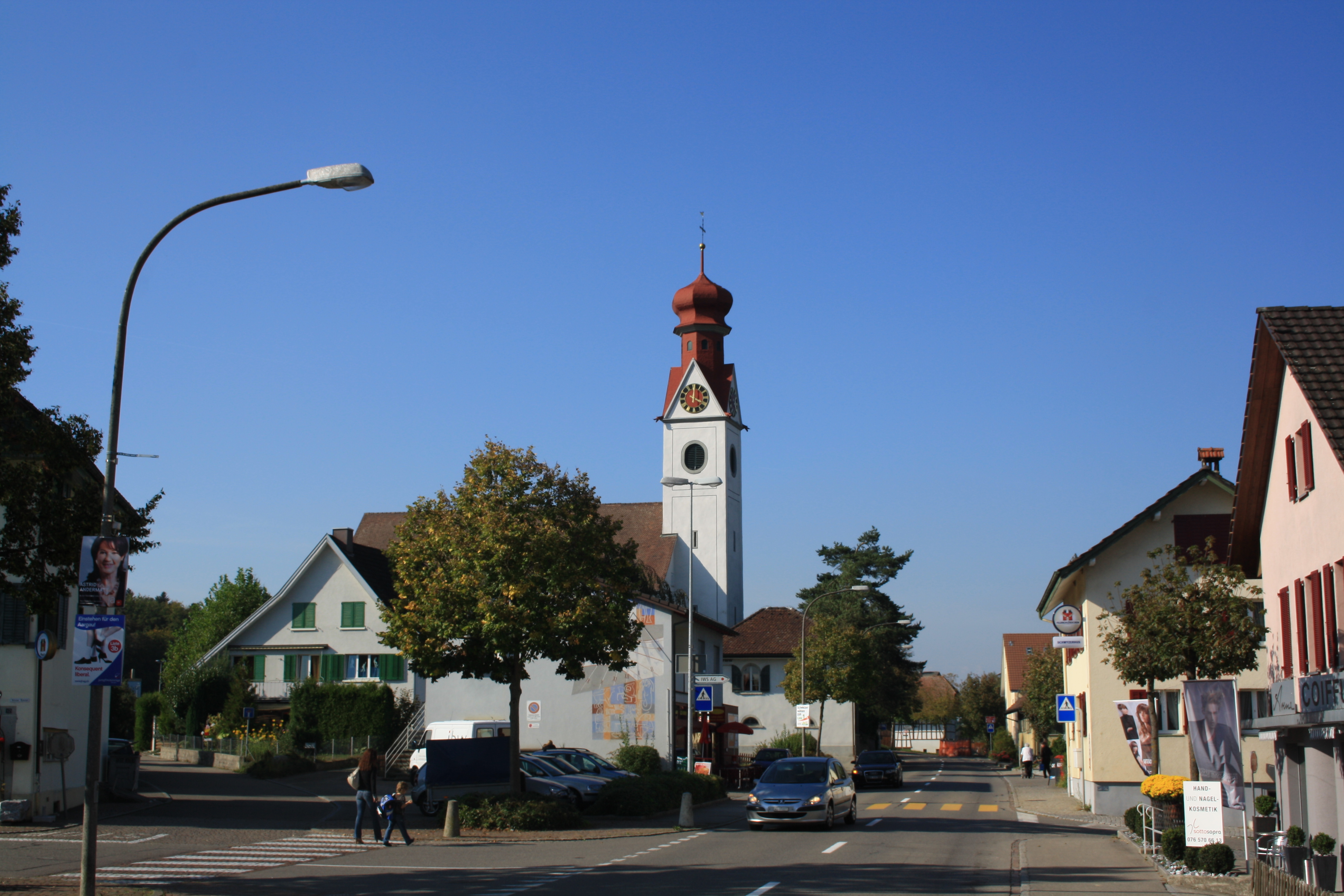

下維爾是瑞士的城鎮，位於該國北部，由阿爾高州負責管轄，面積6.15平方公里，海拔高度405米，2012年人口2,452，六成人口信奉羅馬天主教，人口密度每平方公里399人。